# Medal Morza Śródziemnego
Medal Morza Śródziemnego (ang. Queen’s Mediterranean Medal) – jeden z medali kampanii brytyjskich, autoryzowany w roku 1900.

## Zasady nadawania
Medal nadawany garnizonom nad Morzem Śródziemnym, które nadzorowały więźniów wojen burskich, głównie członkom ochotniczych milicji.
Przyznano około pięciu tysięcy takich medali.

## Opis medalu
Medal jest identyczny z wersją 3 medalu Queen’s South Africa Medal, ale słowa „MEDITERRANEAN” zastępują tekst „SOUTH AFRICA” na rewersie tego medalu.
Tak jak medal Queen’s South Africa Medal, ten medal był grawerowany na krawędzi nazwiskiem odbiorcy.